# Fronteira China–Quirguistão
A fronteira entre China e Quirguistão é a linha que limita os territórios de China e Quirguistão. Foi estabelecida como fronteira internacional com a dissolução da União Soviética em 1991.
De sudoeste para nordeste, esta fronteira começa na tríplice fronteira de ambos os países com o Tadjiquistão e termina no ponto similar com o Cazaquistão. A fronteira fica numa cordilheira denominada Tian Shan, sendo atravessável no Passo Torugart.

## História
Quando o Quirguistão se tornou independente em 1991, herdou uma seção da fronteira URSS-China. Os dois países delimitaram suas fronteiras em 1996. A demarcação formal foi dificultada pela contestação ao tratado de fronteira por elementos da oposição quirguiz, centrada em Azimbek Beknazarov, como parte de um movimento mais amplo contra o então presidente Askar Akayev culminando na Revolução das Tulipas. O acordo de fronteira foi finalizado em 2009, com a China cedendo parte do Pico Khan Tengri, enquanto o Quirguistão cedeu o Uzengi-Kush, uma área montanhosa localizada ao sul da região de Issyk Kul. 

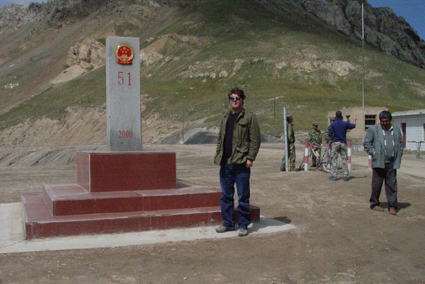
Monumento na fronteira, zona do Passo Torugart.